# Grektimotej
Grektimotej (Phleum exaratum) är en gräsart som beskrevs av August Heinrich Rudolf Grisebach. Enligt Catalogue of Life ingår Grektimotej i släktet timotejer och familjen gräs, men enligt Dyntaxa är tillhörigheten istället släktet timotejer och familjen gräs. Arten förekommer tillfälligt i Sverige, men reproducerar sig inte. Inga underarter finns listade i Catalogue of Life.